# Греческий экспедиционный корпус в Корее
Греческий экспедиционный корпус в Корее (греч. Εκστρατευτικόν Σώμα Ελλάδος στην Κορέα, аббревиатура ΕΚΣΕ, англ. Greek Expeditionary Force in Korea, GEF 1950—1955) был создан в ответ на Резолюцию Совета Безопасности ООН 82.
Греческий экспедиционный корпус в Корее, стал первой частью вооружённых сил Греции, принявших участие в союзных операциях, в рамках Организации Объединённых Наций.
Экспедиционный корпус включал в себя части сухопутных и военно-воздушных сил Греции.
Первоначально корпус состоял из усиленного пехотного батальона в 1000 человек и эскадрильи авиации из 7 военно-транспортных самолётов Douglas C-47 Skytrain («Дакота»).
Греция была пятой по численности своих войск среди стран коалиции ООН в Корее
Греческий корпус был отозван с Корейского полуострова осенью 1955 года, по решению правительства Константина Караманлиса, в ответ на бездействие НАТО и США во время антигреческого погрома, устроенного турецкими властями против греческого населения Константинополя и Вселенского патриархата, затронувшего также семьи греческих офицеров при штабе НАТО в Смирне.

## Предыстория создания корпуса и политическая обстановка в Греции в 1950 году
В отличие от других европейских государств, для которых война закончилась в 1945 году, Греция была ввергнута в Гражданскую войну, которая закончилась только к концу 1949 года.
Возглавивший разрушенную войной страну 15 апреля 1950 года старый генерал Николаос Платирас попытался замирить Грецию. В условиях победившего антикоммунизма и начала Холодной войны, эта его попытка, вместе с отказом послать греческие войска в Корею, стоила ему власти. Пришедший ему на смену 21 августа Софокл Венизелос сразу же заявил, что Греция примет участие в Корейской войне, «несмотря на то, что после 10 лет войны, у Греции не было никакой причины и охоты вновь начать войну»:917:Β-62.

## Авиационная группа

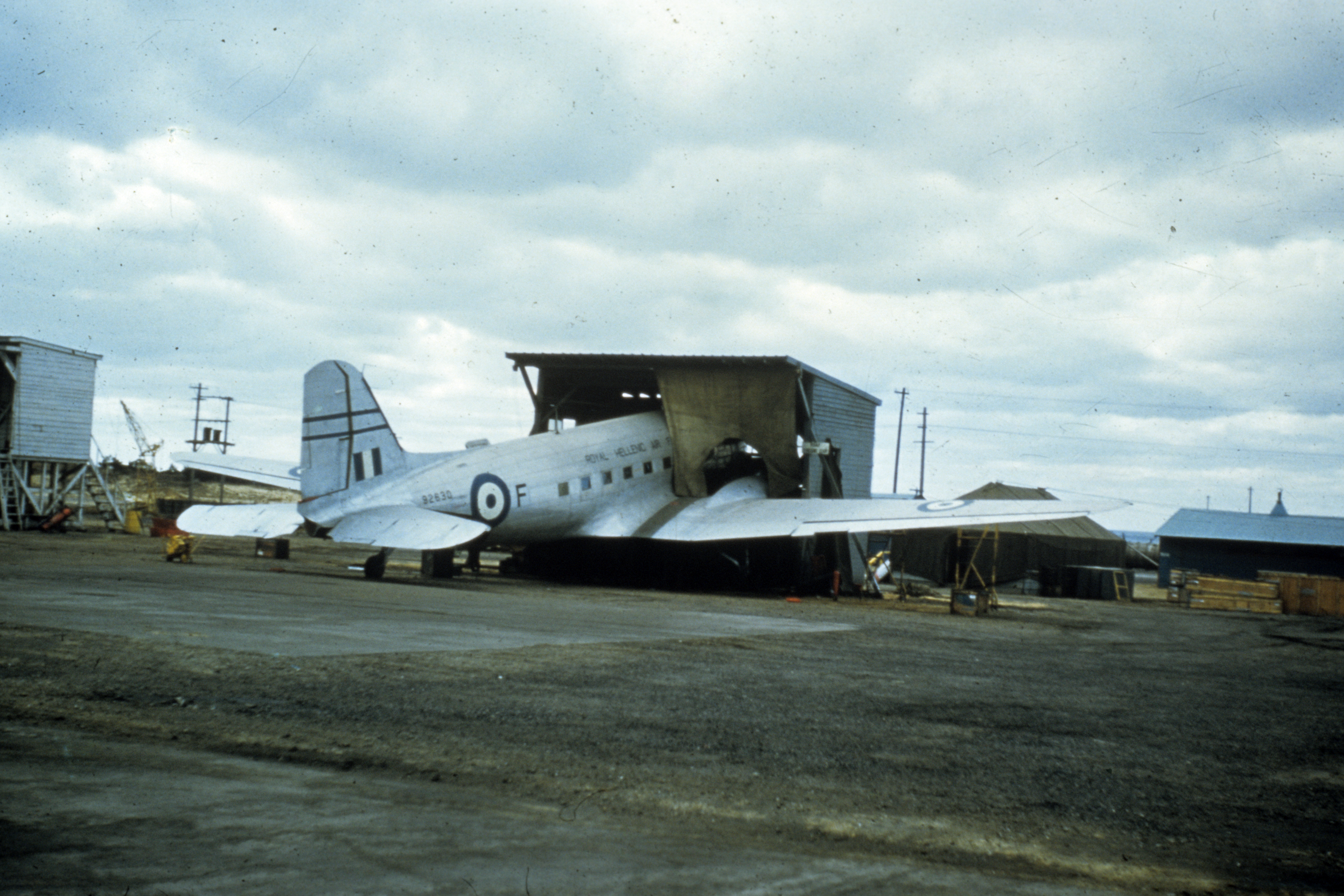
Греческий С-47 на воздушной базе корейского города Анян в 1953 году.

Семь военно-транспортных самолётов C-47s 13-й воздушной группы (греч. Σμήνος, англ. Flight) с 67 человек офицеров авиации и технического персонала, вылетели из аэродрома военно-воздушной базы Элевсины 11 ноября 1950 года.
Самолёты принадлежали 355 транспортной эскадрильи, известной своим участием, в только что закончившейся, Гражданской войне (1946—1949).
Большинство офицеров и унтер-офицеров этой первой миссии были опытными лётчиками, будучи ветеранами Средиземноморского театра военных действий Второй мировой войны и греческой гражданской войны. С 1951 года авиагруппой командовал прославленный пилот Георгиос Плейонис.
Самолёты совершили длительный и многодневный перелёт, с посадками на Кипре, в Саудовской Аравии, Пакистане, Индии, Таиланде, Индокитае, Филиппинах и Окинаве и прибыли 1 декабря на базу Itazouke, Япония.
Сразу по прибытии в Японию, 13-я группа была немедленно, в силу острой необходимости, включена в 21-ю американскую воздушно-транспортную эскадрилью (21st Troop Carrier Sqn, позже переименованную в 6461 TC Sqn), в составе американского 374-го воздушно-транспортного крыла (374th Wing, USAF), базировавшегося первоначально в Тэгу.
3 декабря 1950 года, первые греческие самолёты приземлились на корейской земле.
5 декабря греческие самолёты немедленно были задействованы в снабжении окружённой группировки на северо-востоке Кореи и в «самой большой воздушной эвакуации раненных (4 тысячи) войны».
Греческие лётчики сразу получили признание американских морских пехотинцев, с пунктуальностью совершая свои вылеты, невзирая на погодные условия и обстрелы, что получило своё отражение в распространившемся среди морпехов мото «Fly Hellenic Flight»! «The best Airline in Korea»!.
19 лётчиков 13-й греческой группы, вскоре после своего прибытия в Корею, были награждены Воздушной медалью ВВС США за операцию эвакуации американских морских пехотинцев во время Битвы при Чосинском водохранилище в декабре 1950 года.
С 14 мая 1951 года, группа базировалось на воздушной базе в Кимпо, где оставалась до 23 мая 1955 года.
Греческие самолёты совершали посадки севернее 38-й параллели, в вражеской зоне, на острова Paeng Yong Do и Cho Do (неподготовленные посадочные полосы Κ-53 и Κ-54).
Подлёт производился на «морской пене». Историографы авиации в особенности отмечают посадки на глинистую полосу Κ-53, появлявшуюся на небольшой промежуток времени после отлива
За время своего пребывания в Корее, греческая авиационная группа совершила 2916 вылетов, эвакуировала раненных и военный персонал, перевозила персонал ООН и пленных, сбрасывала парашютистов, снабжение и боеприпасы, снабжала союзные базы и совершала разведывательные полёты.
В общей сложности, её самолёты перевезли 70 568 пассажиров, включая 9243 раненных более 5000 тонн снабжения и боеприпасов и налетали 13 777 лётных часов.
Потери включали в себя 12 офицеров и унтер-офицеров и 4 самолёта C-47 (4/1/1951, 26/5/1951, 22/12/1952, 27/12/1952).
Один из них, с раненными на борту, столкнулся 22 декабря 1951 года с американским реактивным F-80, что стало «единственным подобным инцидентом, при эвакуации раненных» в Корейской войне.
В августе 1951 года, в замещение потерь, было послано ещё 2 самолёта, доведя таким образом число самолётов предоставленных Грецией на войну в Корее до 9.
Оставшиеся в строю к концу войны 5 самолётов, вылетели в Грецию 8 мая 1955 года, с военно-воздушной базы Ashiya в Японии.

## Батальон Спарта

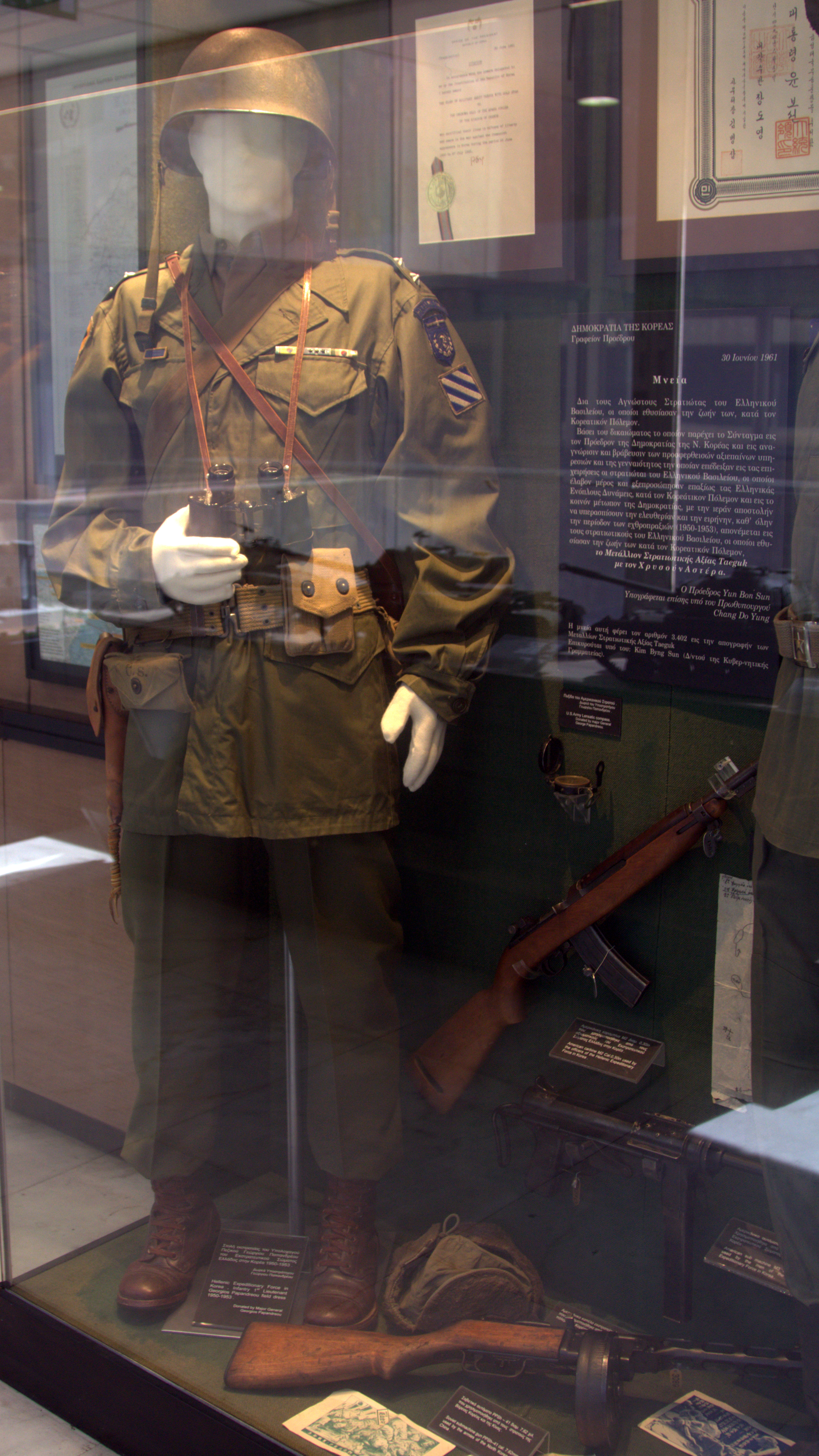
Обмундирование солдат греческого экспедиционного корпуса в Корее. Музей войны (Афины).

Греческое правительство было намерено отправить в Корею полную бригаду, но после первоначальных побед сил ООН осенью 1950 года, экспедиционные силы были уменьшены до усиленного батальона.
Армейское соединение, получившее имя «Батальон Спарта», которое было послано в ноябре 1950 года, под командованием подполковника Георгиоса Куманакоса, насчитывало 849 человек и имело 63 автомобилей. Батальон состоял из одной роты при штабе, трёх стрелковых рот; с одним пулемётно-миномётным и тремя стрелковыми взводами в каждой роте.
Официально все солдаты были добровольцами из 1-й, 8-й и 9-й пехотных дивизий. Однако в коллективном издании «100 + год, Греция» утверждается, что многие из солдат только затем узнали что они «добровольцы»:Β-63.
«Добровольный» характер участия в Корейской войне характеризует также приговор трибунала и расстрел через год, в январе 1951 года, рядовых Ставроса Кассандраса и Никоса Пицикаса за отказ отправиться в Корею.
Корпус высадился в Корее 9 декабря и 1 января вступил в военные действия
С 23 августа 1951 года, соединение было расширено до 1063 человек и оставалось в таком составе до перемирия декабря 1953 года.
Впоследствии число военнослужащих греческого соединения было доведено до 2,163 человек, и корпус был назван полком.
После антигреческого погрома в Константинополе, в сентябре 1955 года, затронувшего также семьи греческих офицеров находившихся при штабе НАТО в Смирне:Β-63 и бездействия НАТО, что повлекло к кризису в отношениях с союзной Турцией, Афины приняли решение отозвать свои части из Кореи
В результате, только 191 греческий военный оставался в Корее к декабрю 1955 года.
После этого и до мая 1958 года, в Корее оставалась только маленькая символическая группа греческих вооружённых сил, из одного офицера и 9 рядовых

## Хроника участия корпуса в Корейской войне
- 1950

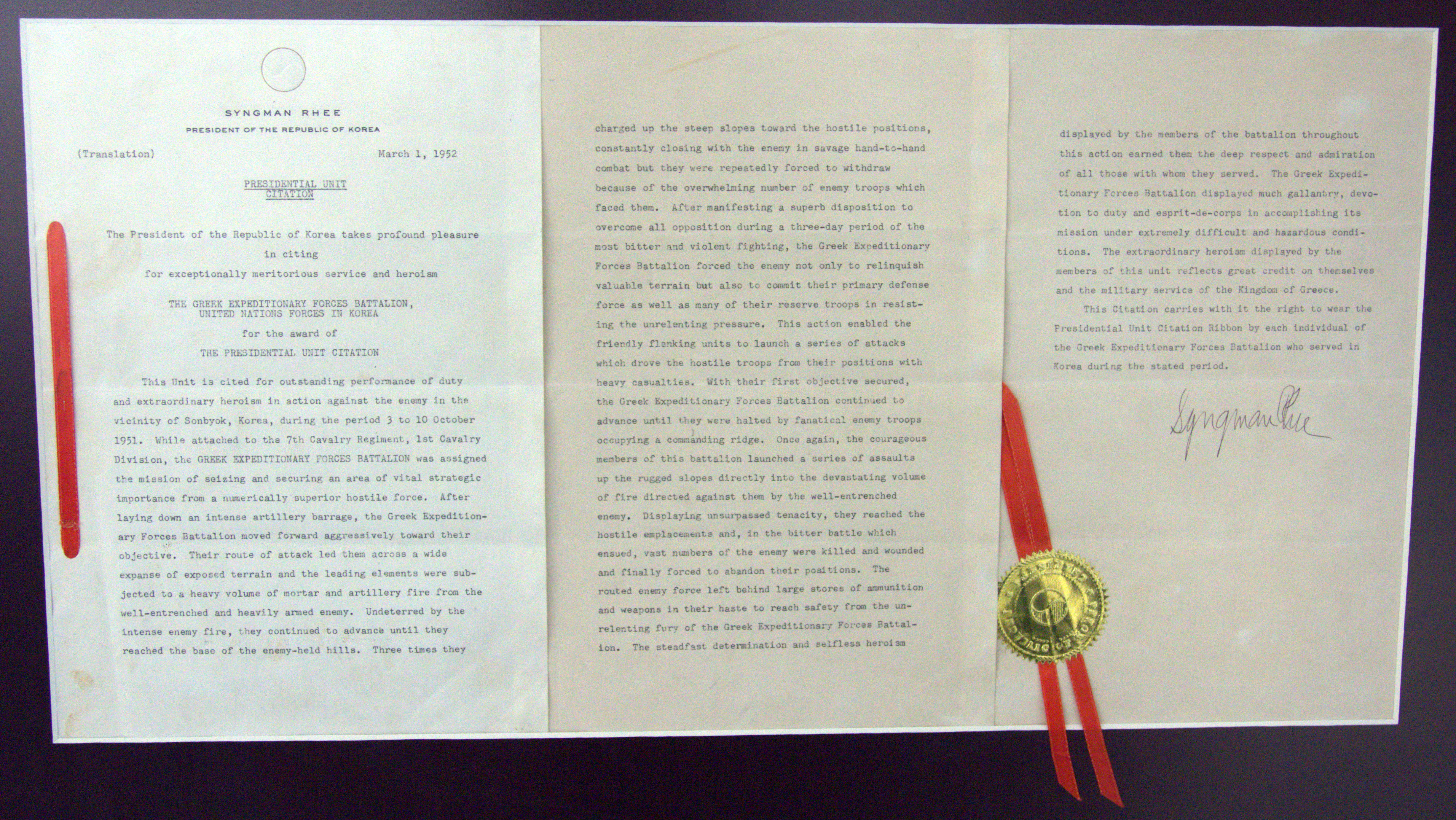
Благодарность президента Республики Корея Греческому корпусу.

  - 15 ноября: Погрузка в Пирее на американский транспортный корабль «Генерал Хан».
  - 9 декабря: Прибытие в Пусан[15]
  - 16 декабря: Корпус переброшен в Сувон, придан 1-й кавалерийской дивизии (США) как «4-й батальон (GEF), 7-го кавалерийского полка (США)»[12]
- 1951
  - 16 января: Спецоперации в Wolaksan, Haseoksan и Sinseol.
  - 29 января: Бой с 3,000 китайскими добровольцами у высоты 381, к западу от Ичхона[10]
  - 8 февраля: Бой с китайской армией у высоты 489, севернее Gonjiam-ri.
  - 7 марта: Атака на высоту 326, к востоку от Yongdu-ri.
  - 7 апреля: Наступление на Geumhaksan, к северу от Hongchen.
  - 27 апреля: Оборона района Hongje-dong Сеула.
  - 26 мая: Наступление на Imjingang через Nogosan и Gamaksan (Chungcheongbuk-do/Gangwon-do)
  - 9 июня: Наступление на линию Wyoming, к северу от Йончхон (уезд).
  - 4 августа: Бой с китайской армией около региона Churadong.
  - 3-10 октября: Бой с китайской армией у высоты 313 («Scotch Hill»). Высота была занята 5 октября, корпус потерял 28 человек убитыми[12]

За этот успешный бой корпус получил первую Благодарность президента США, а затем благодарность президента Республики Корея
- - 30 декабря: расположился на дуге региона Imjingang.
- 1952
  - Январь: патрулирование возложенное 15-м пехотным полком (США), 3-й пехотной дивизии (США)[12]
  - 17 марта: Бои у позиций Kelly, Nori, Betty.
  - 23 мая: 1-я рота охраняет лагерь пленных на острове Kohe-do[12]
  - 23 июля: После 4-х месячной реорганизации корпуса повторное наступление на дугу Imjingang.
  - 7 августа: Внезапная атака на высоту 167 около Imjingang.
  - 28 сентября: Бой с китайской армией около высоты Nori Hill.
  - 29 октября: Возвращение в состав 9-го корпуса (США), переход в регион Чхорвона.
  - 14 декабря: Засада и уничтожение одной китайской роты у Yujeong-ri.
  - 27 декабря: 14 солдат были убиты при крушении транспортного самолёта в Jinhae.
- 1953
  - 11 марта: сражение разведывательных групп у высоты 438.
  - 16 мая: корпус расположился у Junggasan, к востоку от Cheolwon.
  - 16 июня: Бой с китайской армией у высоты 420 (Outpost Harry)[16].

В силу пролитой с двух сторон крови, греческие солдаты переиначили Harry в Харон, дав ему имя перевозчика душ умерших из древней греческой мифологии.
За этот бой греческая рота, принявшая участие в бою, получила Благодарность президента США.
- - 16 июля: Бой с китайской армией на высоте 495, к югу от Bukjeon-hyeon.
  - 25 июля: Бой с китайской армией на высоте 492, к северу от Seungam-ri.

В общей сложности греческий корпус потерял в боях 15 офицеров и 168 рядовых убитыми. Однако в коллективном издании «100 + год, Греция» отмечается, что среди убитых нет офицеров высоких званий. Все погибшие офицеры званием до капитана:Β-63.
33 офицера и 577 рядовых получили ранения.

## Награды и признания

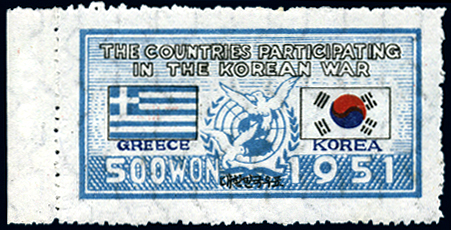
Южно-корейская марка в 500 won 1951 года в знак признания роли Греческого корпуса в Корейской войне.

13-я греческая авиационная группа (The 13th Flight) получила Благодарность президента США за участие в эвакуации американских морских пехотинцев в Битве при Чосинском водохранилище в декабре 1950 года
Греческий корпус получил первую Благодарность президента США (US Presidential Unit Citation) в начале 1952 года за взятие высоты Scotch Hill.
Греческая пехотная рота, принявшая участие в обороне позиции Harry (17-18 июня 1953 года), получила другую Благодарность президента США.
Отдельные греческие военные были награждены 6 американскими Крестами «За выдающиеся заслуги», 32 американскими Серебряными звёздами, 110 американскими Бронзовыми звёздами.
19 лётчиков 13-й греческой авиационной группы были награждены Воздушной медалью ВВС США за операцию эвакуации американских морских пехотинцев во время Битвы при Чосинском водохранилище в декабре 1950 года.
Флаг греческого батальона был награждён высшей воинской наградой Греции — Командорским крестом «За военные заслуги» в 1954 году.

## Ротация
Предписанный срок службы в Корее составлял 6 месяцев. За участие в Корейской войне рядовым сокращался срок службы на 3 месяца. Офицерскому составу время пребывания в Корее засчитывалось вдвойне при подсчёте стажа и при выходе на пенсию.
Численный состав корпуса в 1000 человек поддерживался до перемирия в 1953 году.
Боевые потери и замена возвращавшихся в Грецию восполнялись новыми отправками в Корею, в интервалах от одного до трёх месяцев.
При замене состава авиационной группы посылались как ветераны войн, так и молодые выпускники лётных училищ.
В период активных операций было репатриировано 10 групп. 11-я группа отбыла в Грецию после подписания перемирия, в ноябре 1953 года.
После перемирия в Корею было отправлено 7 новых групп.
После первоначальной отправки корпуса в 1950 году и до 1955 года было произведено 22 отправки замены. Таким образом, в период 1950—1955 годов в Корею были отправлены 669 офицеров и унтер-офицеров и 9586 рядовых. В общей сложности, в Корейской войне приняли участие 10.225 офицеров и рядовых греческой армии.

## Филантропия

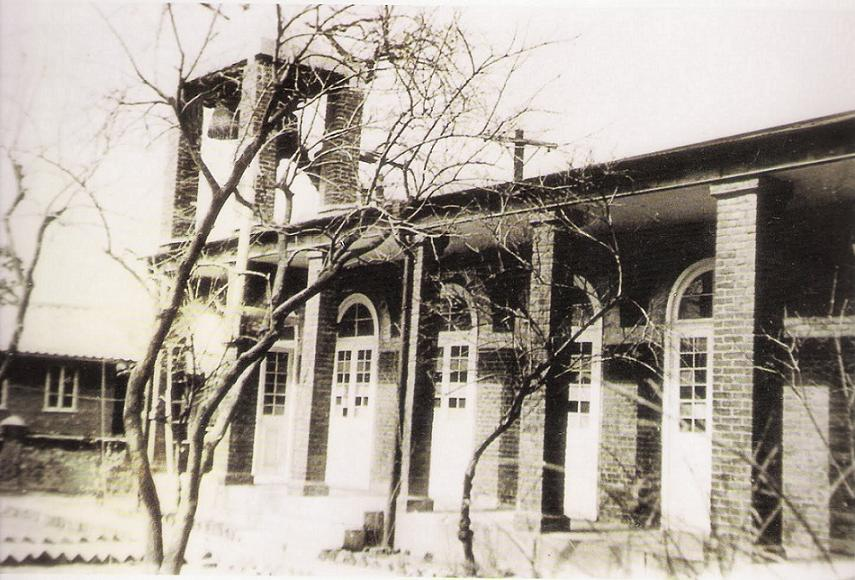
Православная церковь Св. Николая в Сеуле в 1903 году

Медицинский персонал греческого корпуса, по возможности, оказывал помощь и корейскому населению. С началом перемирия в 1953 году по инициативе греческого архимандрита Андреаса Халкиопулоса и на собранные офицерами и солдатами корпуса деньги в Сеуле была восстановлена разрушенная в войну православная церковь Святого Николая.

## Сегодня

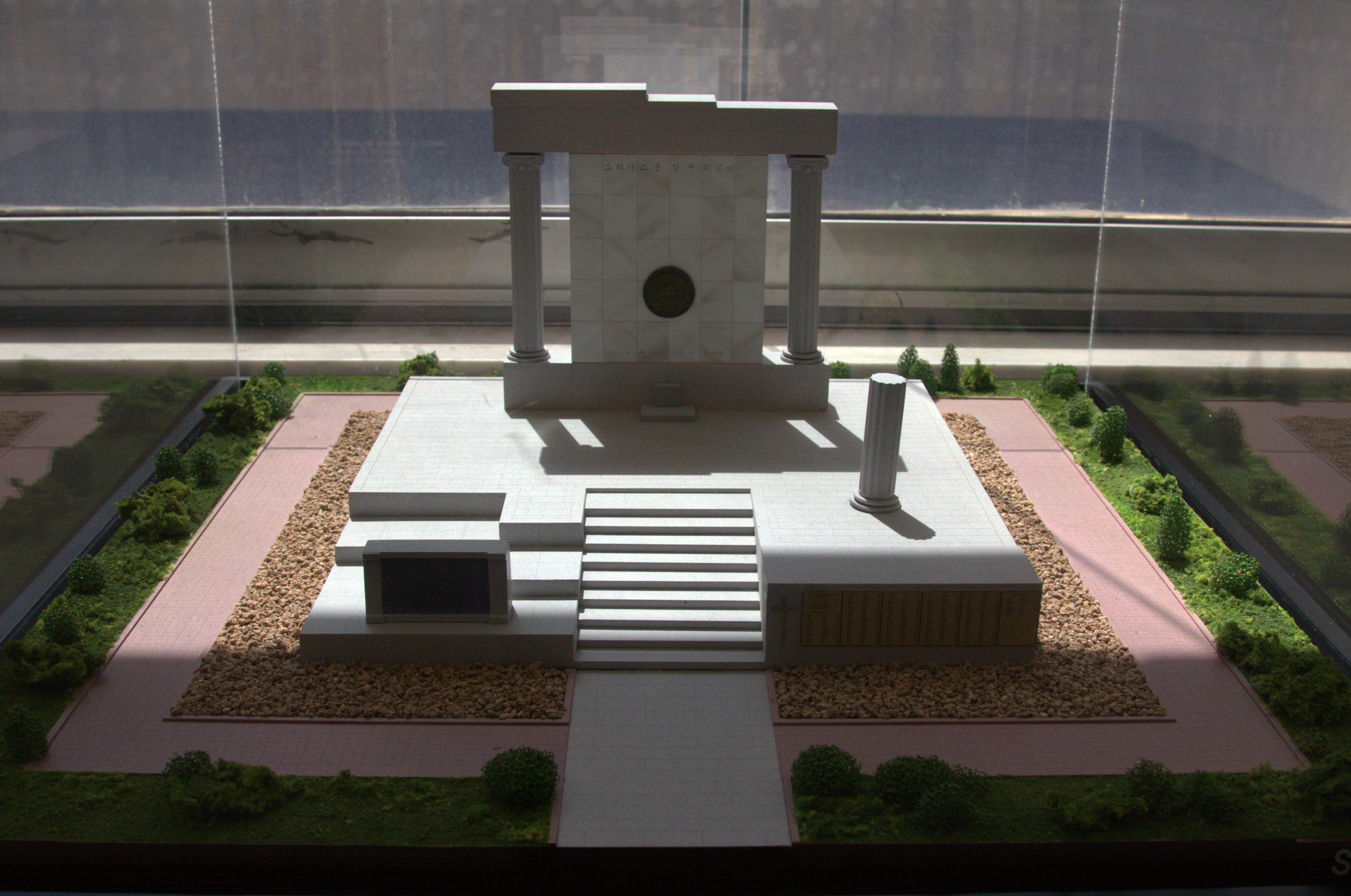
Памятник павшим греческим солдатам. Военный мемориал в Корее.

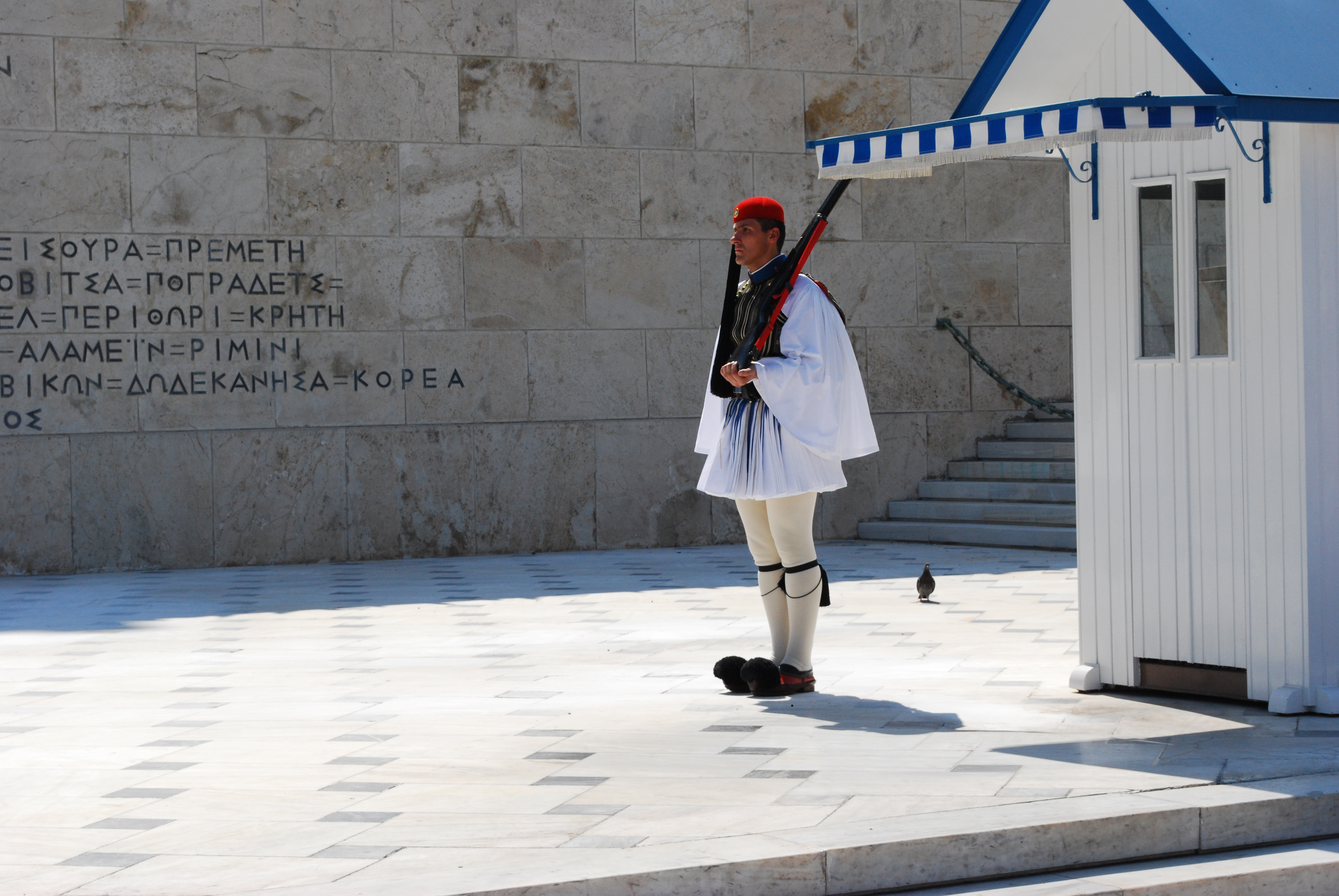
У памятника Неизвестному солдату в Афинах. Надпись «Корея» на мраморной плите выбита в честь экспедиционного корпуса, наряду с другими сражениями греческой армии в 20-м веке.

На одной из мраморных плит у Могилы Неизвестному солдату в Афинах выбито слово «Корея» в память о Корейском походе греческой армии.
Правительство Республики Корея воздвигло памятники павшим в Корее греческим солдатам недалеко от Сеула, а также в афинском квартале Папагос.
Бригадный генерал Солон Гикас (1898—1978), принявший 25 октября 1950 года знамя ООН на официальной церемонии, стал генерал-майором и министром Общественного порядка в правительстве Константина Караманлиса в 1974 году.
Подполковник Георгиос Куманакос (1913—2003) дослужился до звания генерал-майора, стал активистом борьбы за мир и членом международного движения «Генералы за Мир и Разоружение» и Всемирного совета мира.
Греческие солдаты, погибшие за «идеалы свободного мира», отмечены военной историографией, но не почитаются народом
Армейская песня, появившаяся в годы Корейской войны, которую греческие солдаты, служившие в армии до 1974 года, были вынуждены петь, сегодня, в лучшем случае, характеризуется «сюрреалистической»:Β-63:
И армия отправилась в Корею
сражаться за высокую идею
и жёлтых обагрила кровью,
Свободы преподав урок.

### Видео
- Βασιλόπουλος (Vasilopoulos), Χρίστος (Christos) (2007). Οι Έλληνες στον πόλεμο της Κορέας [Greeks in Korean War]. Μηχανή Του Χρόνου (The Time Machine) (неопр.). Greece. Alpha TV.{{cite episode}}:  Википедия:Обслуживание CS1 (неизвестный язык) (ссылка)
- Outpost Harry. Archangel Films.  Refer to Greeks from 6:42.
- U.N. Greek Battalion In Korea from the British Pathé